# Партизанськ
Партиза́нськ — місто у Приморському краї Росії. Адміністративно входить до Партизанського міського округу. Засноване в 1896 як Сучанський Рудник, який раніше носив назву Сучан (кит.: 蘇城; піньїнь: Sūchéng).

## Історія

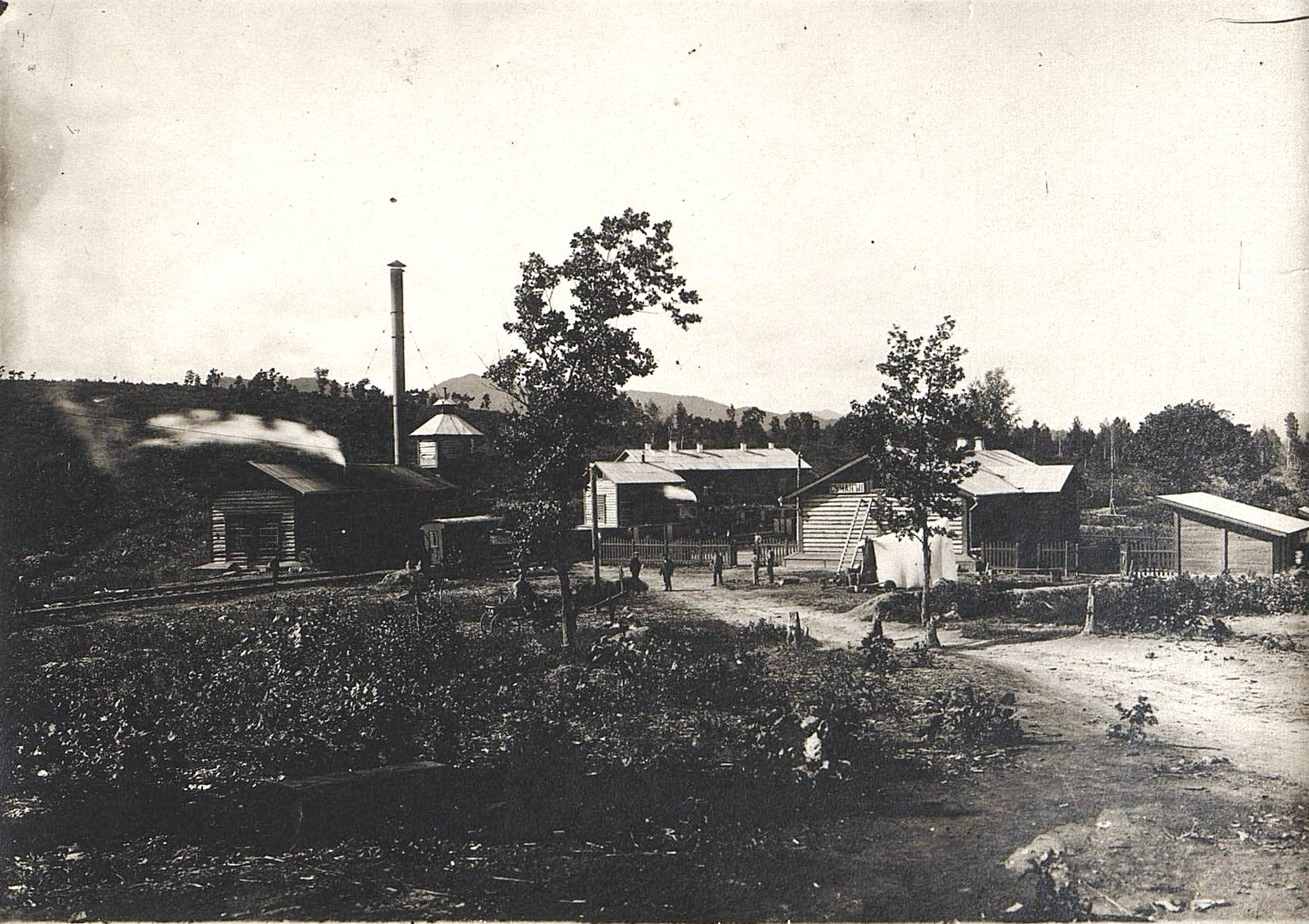
Станція Сучан-1, початок XX ст.

У 1884 році у Владивостоці було засновано Товариство вивчення Амурського краю, одним з завдань якого був пошук у краї кам'яного вугілля, придатного для спалювання в топках суден і паровозів.
Влітку 1888 експедиція під керівництвом члена Товариства В. П. Маргаритова піднялася по річці Сучан до села Новицьке, де змогла виявити поклади кам'яного вугілля всього в одному метрі від поверхні землі. З 1888 по 1893 роки велися інтенсивні роботи з розвідки вугільного родовища. У 1891 році було видобуто 180 тонн вугілля. Результати теплотехнічних випробувань вугілля виявилися добрими: щільність, чистота і бездимність вугілля, рівний і високий жар, велика економія.
У 1896 було розпочато розробку родовища. Було засновано поселення Сучанський Рудник, яке дало початок сучасному місту. У 1901 -- 1949 рр. відкриваються шахти: Шахта № 1 — в 1901 році, «Центральна» (№ 10) — в 1918 році, «Нагірна» — в 1938 році, «Глибока» — в 1942 році, «Північна» — в 1943 році, «Авангард» — в 1949 році. У 1929 році розпочато будівництво електростанції. 27 квітня 1932 Сучанський рудник був перетворений на місто з назвою Сучан. У цьому ж році відкрився Сучанський гірничий технікум .
Події березня 1969 на острові Даманський призвели до повсюдного перейменування населених пунктів і постановою від 26 грудня 1972 місто отримало свою нинішню назву — Партизанськ..
Місто було так названо тому, що саме гірницький Сучан і навколишні населені пункти долини річки Сучан були колискою червоного партизанського руху в роки інтервенції і громадянської війни.

### Ліквідація вугільної галузі

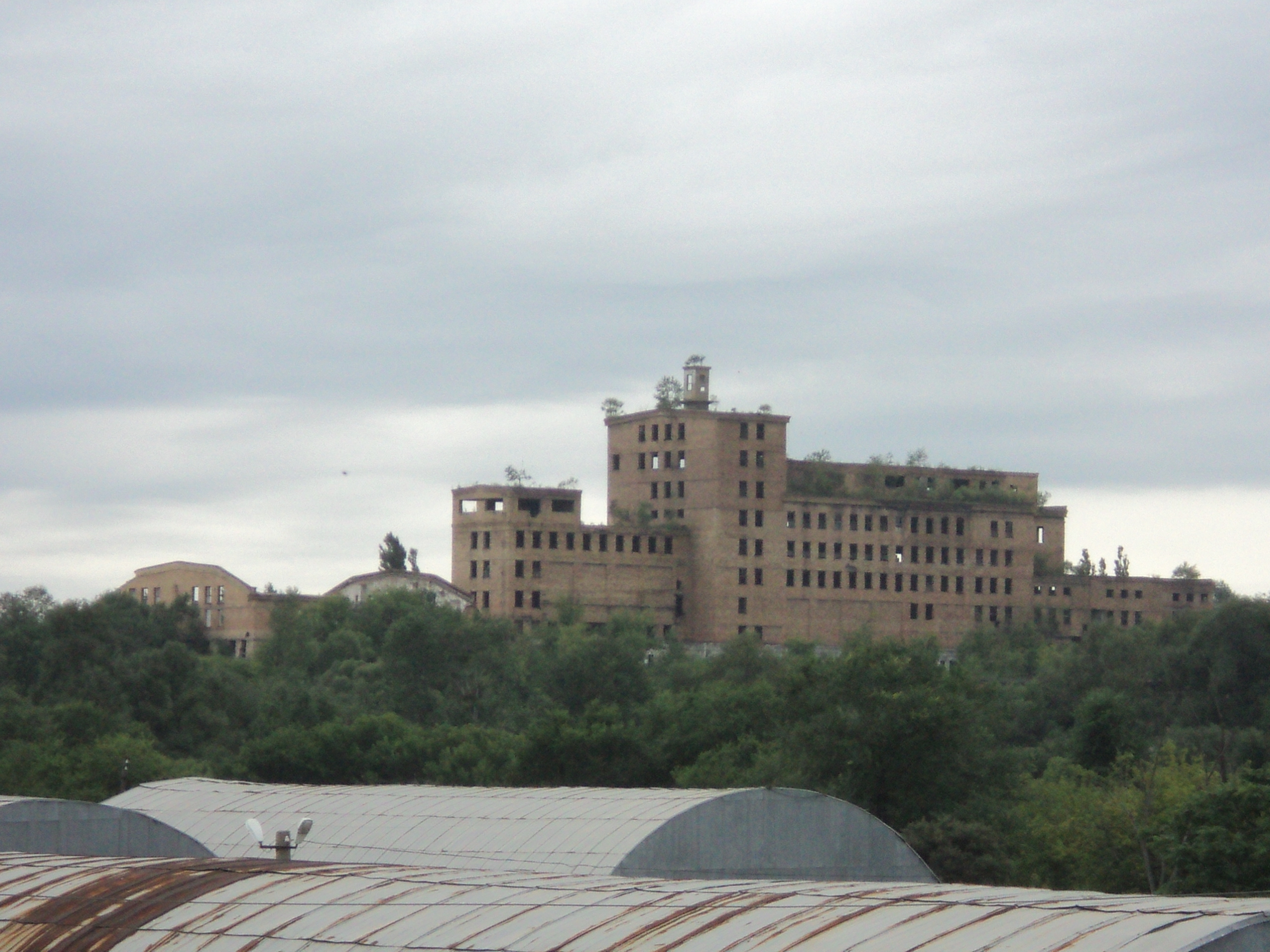
Залишки збагачувальної фабрики

У 1980-тих роках шахти Партизанська зазнали проблему плинності кадрів, багато шахтарів проживали в бараках і стояли в черзі на отримання житла. Під час Перебудови підприємства зіткнулися з дефіцитом в матеріально-технічному постачанні, застарівало обладнання, відзначалося падіння виробництва. Почалися затримки виплати заробітної плати. 10 липня 1990 колективи шахт Центральна, Північна і Глибока провели страйк. 5 жовтня 1993 на шахті Центральна стався завал, у результаті якого загинули шахтарі. 11 лютого 1994 на шахті Нагірна було проведено черговий страйк.
У 1994 році управління «Приморскуголь» визнало шахти Партизанська безперспективними, за винятком стабільно працюючої шахти Центральна.
17 березня 1995 страйкували всі 5 шахт: Глибока, Нагірна, Центральна, Північна, Авангард. У 1996 р. закрита шахта «Глибока». У 1997 році знову пройшов страйк. У травні 1997 року через різке скороченням видобутку вугілля зупинена робота Центральної збагачувальної фабрики. У січні 1998 року шахтарі на 2 години перекривають залізничні колії на лінії Углова — Находка, вимагаючи виплати затриманої зарплати. У квітні того ж року проходить голодування, затримка зарплати становить 9 місяців. У 1998 році закрито шахти Нагірна, Північна, Авангард. 29 жовтня 2003 на шахті Центральна на глибині 740 м через порушення техніки безпеки стався вибух метану, загинуло 6 осіб. 1 листопада було оголошено днем жалоби. У 2004 р. через борги і труднощі у збуті вугілля була закрита шахта «Центральна». Понад 100-річна історія містоутворюючої галузі Партизанська закінчилася.
Ліквідація вугільної галузі спричинила негативні соціально-економічні наслідки, залишивши тисячі людей без роботи і засобів до існування. Слідом за шахтами були ліквідовані підприємства легкої промисловості, приладобудування, сільського господарства.

## Географія, клімат, флора і фауна

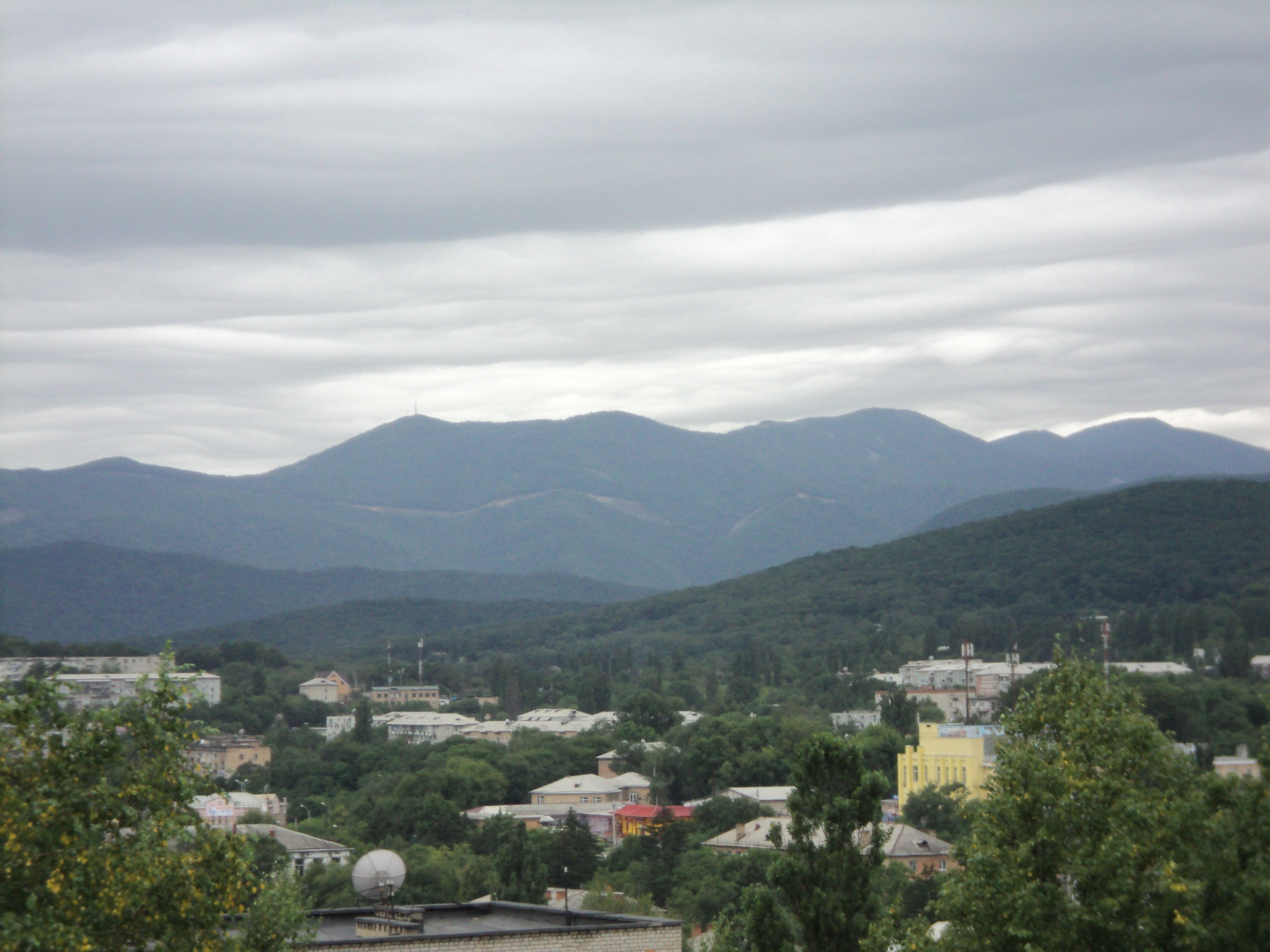
Ландшафт Партизанська

Місто розташоване в долині річки Партизанська, за 40 км північніше Находки, за 95 км на схід Владивостока. Місто оточують сопки, їх висота в основному 250 метрів, деякі досягають висоти 500 метрів. Неподалік від міста розташовані хребет Макарівський і хребет Олексіївський (висота 1334 м). Пересічний рельєф ускладнює планування та забудову міста.
Клімат мусонного типу з теплим вологим літом і холодною малосніжною зимою. Найтепліший місяць — серпень, середня температура якого +20°С … +22°С, максимальна 37,8°С. Найхолодніший місяць — січень, середня температура −11°С … −13°С, мінімальна −29,9° С. Тривалість періоду з середньодобовою температурою вище 0° С в середньому становить 220—240 діб, вище 5°С — 200—210, вище 10°С — 160—170 діб.
Навколо міста ростуть листяні і мішані ліси, у яких ростуть монгольський дуб, береза, липа, горіх маньчжурський, коркове дерево амурське, ялиця, ялина, ясен, клен.
Схили сопок покриті чагарником. У лісах живуть тигр амурський, ведмідь, сарна, лісовий кіт, дика свиня, візон, вивірка. Поблизу міста тече річка Партизанська — джерело водопостачання міста. Протягом довгих десятиліть шахти і збагачувальна фабрика скидали в сточище річки Партизанської стоки, що містять іони заліза, міді, фенолу. Є очисні споруди міста. Місто розташоване в сейсмічно активній зоні. Землетрус у 7 балів було зареєстровано 18 вересня 1933 року.

## Культура

### ЗМІ
Найстарша суспільно-політична газета Партизанська — «Вести». Заснована 1 липня 1929. Засновники: адміністрація Партизанського міського округу і МУП «Редакція газети Вісті». Виходить по середах та п'ятницях. Тираж: 5300 екземплярів. Головний редактор — Олена Казанці.
Суспільно-інформаційна газета «Час змін + Т» виходить з серпня 2005 року. Розповсюджується в Партизанському міському окрузі, Партизанському та Лозівському муніципальних районах. Тираж: 3000 екземплярів. Мається інтернет-версія газети (скорочена). Головний редактор — Володимир Хмельов.
Рекламно-інформаційна газета «Сучан». Наклад: 5000 примірників. Головний редактор — Нелля Такташева.
З 2009 року працює цілодобове інтернет-радіо Partizansk.eu. Також на території Партизанська віщає Love Radio, будучи філією регіональної мережі радіостанції.
|                  |                         |              |                    |
| Центральна площа | Меморіал полеглим у ВВВ | Міський парк | Залізничний вокзал |

## Люди
В місті народилися:
- Карпенко Віталій Юрійович (нар. 1937) — український актор, режисер.
- Небожатко Геннадій Абрамович (1937—1990) — український радянський живописець.